# Dusona lividariae
Dusona lividariae là một loài tò vò trong họ Ichneumonidae.